# Serie A1 1984-1985 (pallanuoto femminile)
Il campionato italiano femminile di pallanuoto 1984-85 è stata la 1ª edizione ufficiale del campionato nazionale. Il torneo venne organizzato dalla Federazione Italiana Nuoto.
Ad aggiudicarsi il titolo fu il Roman Volturno, formazione di Santa Maria Capua Vetere che dopo quel primo scudetto conquisterà anche i successivi sei titoli nazionali.

## Formula
Il campionato fu strutturato in diverse fasi eliminatorie a carattere prima regionale e poi interregionale. La fase finale a sei squadre si disputò a Narni dall'11 al 14 luglio 1985 e vi presero parte le compagini di Azzurra Napoli, Dopolavoro Ferroviario Catania, Fuorigrotta Napoli, Nuotatori Rivarolesi, Roma Vis Nova e Roman Volturno. 
Decisivo per l'assegnazione dello scudetto fu lo spareggio tra il Volturno e il Fuorigrotta, vinto 4-2 dalle prime dopo le due formazioni erano giunte a pari merito al termine del girone a sei.

## Final Six
|  |    | Classifica Final Six 1984-1985 | Pt |  |
|  | -- | ------------------------------ | -- |  |
|  | 1. | Roman Volturno                 | 8  |  |
|  | 2. | Fuorigrotta                    | 8  |  |
|  | 3. | Nuotatori Rivarolesi           | 7  |  |
|  | 4. | Azzurra Napoli                 | 4  |  |
|  | 5. | Roma Vis Nova                  | 2  |  |
|  | 6. | D.L.F. Catania                 | 1  |  |

### Spareggio finale
| Narni | 14-07-1985 | Roman Volturno | Fuorigrotta Napoli | 4-2 |

Verdetti
- Roman Volturno (campione d'Italia)